# Malá (usedlost v Radlicích)
Malá čili Farkáň (Fričův statek) je zaniklá usedlost v Praze 5-Radlicích (č.p. 26) severně od kaple svatého Jana Nepomuckého.

## Historie

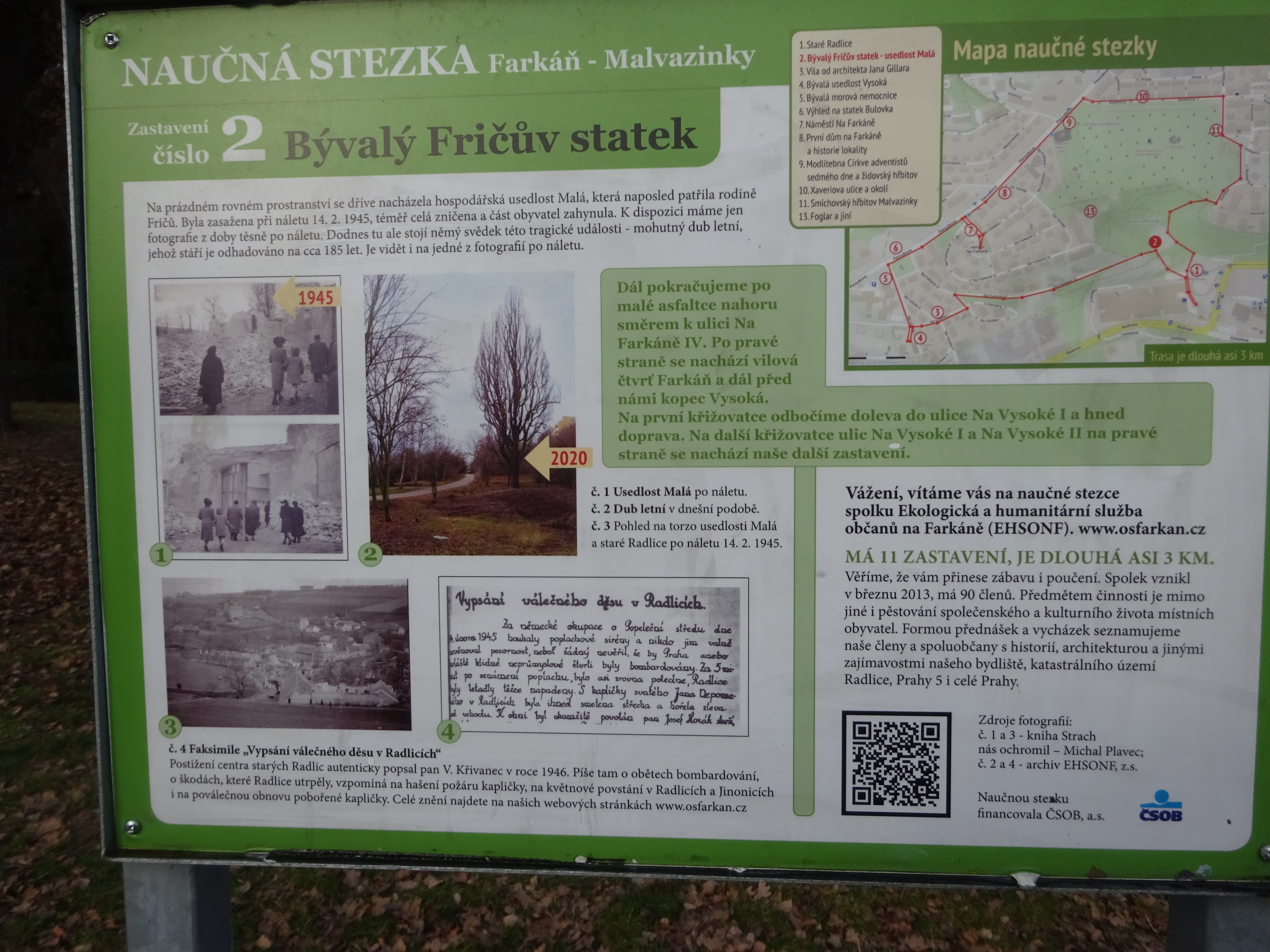
Naučná stezka: Bývalý Fričův statek

Usedlost stávala severně od kaple sv. Jana Nepomuckého. Hospodářská usedlost je zaznamenána kolem roku 1850. Tvořily ji obytná budova a stodola kryté sedlovou střechou a spojené branou s vraty a malou brankou. Jejím posledním majitelem byla rodina Fričů. Usedlost zasáhl nálet na Prahu 14. února 1945, který ji téměř celou zničil a část obyvatel zahynula, mezi nimi i majitel usedlosti František Frič ve věku 79 let. Tuto událost připomíná nedaleko umístěný pomníček.
Na bývalé usedlosti Malá (Fričově statku) byla zemědělská výroba ukončena kolem roku 1950, potom zde sídlila fermentárna Družstva pro pěstování žampionů, později zde byly garáže dopravní firmy (cestovní kancelář CKM) a zcela zanikla mezi roky 2006–2007.
Zajímavosti

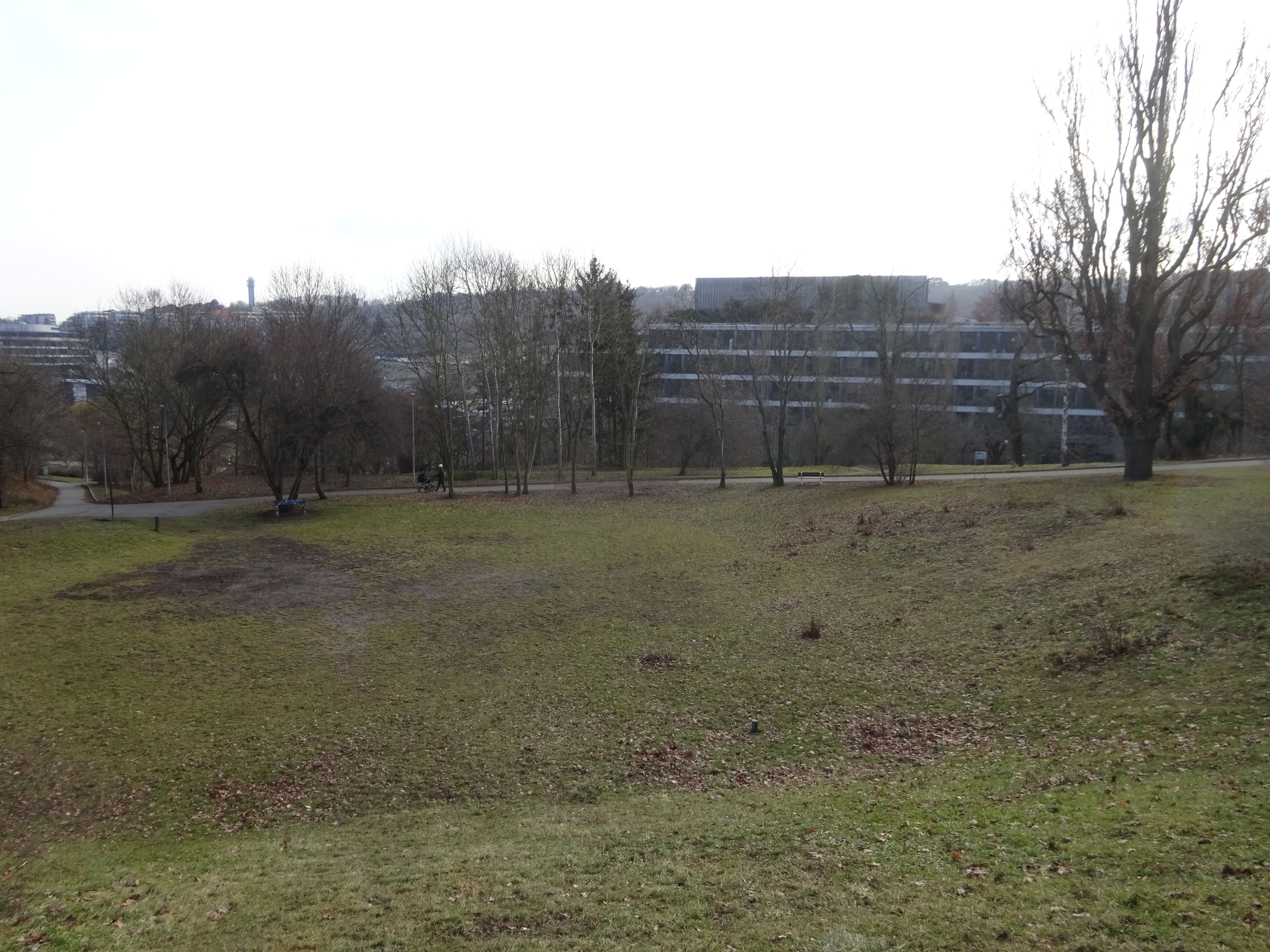
Bývalá usedlost Malá (Farkáň), za ní centrála ČSOB

V místech usedlosti roste  mohutný dub červený, jehož stáří se k roku 2014 odhadlo na 140 let.